# کومالیر
کومالیر (به لاتین: Kumalyr) یک منطقهٔ مسکونی در روسیه است که در جمهوری آلتای واقع شده‌است.